# Sân bay quốc tế Marsa Alam
Sân bay quốc tế Marsa Alam (IATA: RMF, ICAO: HEMA) là một sân bay ở Marsa Alam, Ai Cập. Để đáp ứng nhu cầu lượng khách du lịch châu Âu gia tăng đến tham quan Biển Đỏ, sân bay này đã được xây dựng và khánh thành ngày 16 tháng 10 năm 2003. Khu vực này còn có Sân bay quốc tế Sharm el-Sheikh.
Sân bay quốc tế Marsa Alam thuộc sở hữu tư nhân, chủ sở hữu là EMAK Marsa Alam for Management & Operation Airports SAE, một công ty con của M.A. Al-Kharafi Group của Kuwait. Sân bay quốc tế Marsa Alam được Aéroports de Paris quản lý.
Năm 2007, sân bay này đã phục vụ 642.807 lượt khách (tăng 28,5% so với năm 2006).

## Các hãng hàng không và các tuyến điểm
- airberlin (Nuremberg)
- Austrian Airlines
  - operated by Lauda Air (Viên)
- Condor Airlines (Frankfurt, Munich)
- EgyptAir Express (Cairo)
- Niki (Vienna)
- Thomsonfly (London-Gatwick)
- TUIfly (Munich)
- transavia.com (Amsterdam)
- Volare (Milan Malpensa)